# Доу эль Сет
Доу эль Сет (кат. Dau al Set, в переводе с кат.: седьмая грань игральной кости) — движение в живописи в Каталонии, основанное поэтом Хуаном Бросса в Барселоне в 1948 году. Движение стало известным благодаря трансформации сознательного и бессознательного в искусство. Движение вложило существенный вклад в саморазвитие и продвижение культуры в Каталонии. Испытало сильное влияние сюрреализма и дадаизма.

## История
Доу эль Сет зародилось как авангардный коллектив художников во главе с Хуаном Бросса, каталанским поэтом, в сентябре 1948 года. Бросса основал группу в ответ на консервативную политику правительства, пришедшего к власти после гражданской войны в Испании. Фашистский режим Франко кардинально изменил многие области культуры. Например, в испанском арт-сообществе полностью были прекращены контркультурные направления. Они были заменены националистическим фашистским искусством, которое зачастую являлось средством государственной поддержки и пропаганды. В попытке возродить авангардную сцену в Испании и был сформирован Доу эль Сет.
В 1949 году с помощью частного печатного станка Хуан-Жозе Тарра Доу эль Сет опубликовал свой первый журнал под собственным названием. Большая часть публикации была написана на каталонском языке, запрещенном режимом Франко. Журнал печатался в количестве от ста до двухсот экземпляров и состоял из четырёх-двенадцати страниц. Распространялся подписчикам по всей Барселоне. Формат журнала был 22.5 см x 18.7 см в виде газеты. Публикации продолжались на регулярной основе до конца 1951 года, когда Доу эль Сет начал распадаться.
В 1952 году член-основатель Доу эль Сет Антони Тапиес покинул группу, чтобы продвигать свои собственные независимые работы в сюрреалистическом и неформальном стилях искусства. В следующем году Хуас Понч уехал в Бразилию, чтобы продолжить рисовать и распространять свой уникальный стиль. И ещё год спустя Модест Кушарт тоже покинул группу. С 1953 по 1956 журнал продолжал публиковаться самим Хуан-Жозе Тарра. В те годы выпуск сократился с ежемесячного до ежеквартального, а затем и до двух выпусков в год. Последний выпуск был издан в 1956 году.

## Стиль
Изначально Доу эль Сет началось как ответвление сюрреализма, но постепенно обрело свой, уникальный стиль, со многими различными компонентами. Одним из таких компонентов является сюрреалистический мир снов, который в Доу эль Сет был расширен включением в него научных и философских статей с магическими оттенками, полученными из персонализированного стиля Хуана Броссы. Использование магических элементов пронизывало всё движение, как демонстрация эзотерического мира внутреннего, духовного исследования. Помимо этого, разные члены группы внесли свой уникальный стиль в Доу эль Сет. Одним из самых радикальных был вклад Хуана Понча: искусство Понча часто содержало демонические образы, воплощённые сериями в виде различных монстров на протяжении многих работ. В отличие от него, работы скромного Кушарта часто содержали фантастические изображения под влиянием немецкого экспрессионизма и Хуана. Наконец, Антони Тапиес часто подражал стилю Пауля Клее с нечёткими изображениями, окружёнными тёмной атмосферой и фосфоресцирующим освещением. Эти три уникальные техники, объединившись вместе на базе эзотерики и мистики, и сформировали стиль Доу эль Сет.

## Влияние
Доу эль Сет родился под сильным влиянием дадаизма и сюрреализма. Дадаизм был европейским авангардным художественным течением начала 20-го века. Этот стиль возник как реакция на последствия Первой мировой войны, жестокость которой, по мнению дадаистов, подчеркнула бессмысленность существования.
Вторым по влиянию на Доу эль Сет стал сюрреализм.

## Участники
Основоположниками, помимо Хуана Бросса, были ещё 5 человек: философ Арно Пиу, художники Модест Кушарт, Антони Тапиес, Хуан Понч (Joan Ponç) и Хуан-Жозе Тарра.
На протяжении многих лет на Доу эль Сет оказали влияние Антонио Саура, Энрике Табара, Маноло Миллар и Хуан Эдуардо Керло.

## Выставки
Доу эль Сет активно участвовали в выставках во Французском институте и Sala Caralt.